# Susan Lee Lindquist
Susan Lee Lindquist (Chicago, 5 de junio de 1949 - Boston, 27 de octubre de 2016) fue una bióloga y profesora estadounidense de biología en el MIT especializada en biología molecular, sobre todo en el plegamiento de proteínas dentro de una familia de moléculas conocidas como proteínas de choque térmico y priones. Lindquist fue miembro y directora del Instituto Whitehead y recibió la Medalla Nacional de Ciencia de Estados Unidos en 2010.

## Educación
Lindquist nació en Chicago, Illinois, hija de Iver y Eleanor, y asistió a Maine South High School en Park Ridge. El padre y la madre de Lindquist eran de ascendencia sueca e italiana, respectivamente. Estudió microbiología en la Universidad de Illinois y obtuvo su doctorado en biología en la Universidad de Harvard en 1976. Completó sus estudios con una beca postdoctoral en la American Cancer Society.

## Trayectoria profesional
En 1976 se trasladó a la Universidad de Chicago para un breve postdoctorado antes de ser contratada en el Departamento de Biología en 1978. Fue profesora de Albert D. Lasker de Ciencias médicas en el Departamento de Genética Molecular y Biología celular en la Universidad de Chicago y la directora del Instituto de Whitehead de Investigación Biomédica de 2001 a 2004. En la universidad de Chicago, Lindquist investigó el papel de las proteínas de choque térmico en la regulación de la respuesta celular al estrés ambiental. Fue pionera en el uso de la levadura como sistema modelo para estudiar cómo las proteínas de choque térmico regulan la expresión génica y el plegamiento de proteínas. Para este trabajo, Lindquist fue nombrada investigadora del Instituto Médico Howard Hughes en 1988. Después de sus descubrimientos con los priones, Lindquist se trasladó al MIT en 2001 y fue nombrada directora del Instituto Whitehead de Investigación Biomédica, una de las primeras mujeres americanas en liderar una importante organización de investigación independiente.
En 2004, reanudó la investigación como miembro del Instituto, miembro asociado del Broad Institute of MIT y Harvard, y miembro asociado del Instituto David H. Koch para la Investigación Integral del Cáncer en el MIT.
Lindquist recibió la Medalla Nacional de Ciencia en 2010 por sus contribuciones de investigación al plegamiento de proteínas. Impartió numerosas conferencias internacionales, en 2006, inauguró Futures in Biotech y en 2007, participó en el Foro Económico Mundial en Davos, Suiza.
Lindquist también cofundó dos compañías para traducir la investigación en terapias potenciales, FoldRx in y Yumanity Therapeutics in, compañías que desarrollan terapias farmacológicas para enfermedades de plegamiento de proteínas y amiloidosis.
En noviembre de 2016, Johnson & Johnson hizo un regalo de 5 millones de dólares al Instituto Whitehead para establecer la Cátedra Susan Lindquist para Mujeres en la Ciencia en la memoria de Lindquist. El regalo será otorgado a una mujer científica en el Instituto Whitehead.

## Investigación
Las investigaciones de Susan Lindquist aportaron pruebas sólidas de un nuevo paradigma en genética basado en la herencia de proteínas con formas nuevas y autoperpetuantes en lugar de nuevas secuencias de ADN. Proporcionaron un marco bioquímico para comprender enfermedades neurológicas devastadoras como las enfermedades de Alzheimer, Parkinson, Huntington y Creutzfeldt-Jakob. Fue considerada una experta en el plegamiento de proteínas, lo que, como explica Lindquist en el siguiente extracto, es un problema antiguo y fundamental en biología: 
 "¿Qué tienen en común las "vacas locas", las personas con enfermedades neurodegenerativas y un tipo inusual de herencia en la levadura ? Todos están experimentando las consecuencias de las proteínas mal plegadas... En los humanos, las consecuencias pueden ser mortales y provocar enfermedades tan devastadoras como la enfermedad de Alzheimer. En un caso, la proteína mal plegada no solo es mortal para el desafortunado individuo en el que apareció, sino que aparentemente puede transmitirse de un individuo a otro en circunstancias especiales, produciendo enfermedades neurodegenerativas infecciosas como la enfermedad de las vacas locas en el ganado y Creutzfeldt –Enfermedad de Jacob en humanos". De "De vacas locas a levadura 'Psi-chotic': un nuevo paradigma en genética", NAS líderes distinguidos en serie de la conferencia de la ciencia, el 10 de noviembre de 1999. 
 Lindquist trabajó en el elemento PSI + en la levadura (un prion) y cómo puede actuar como un interruptor que oculta o revela numerosas mutaciones en todo el genoma, actuando así como un condensador evolutivo. Ella propuso que una proteína de choque térmico, hsp90, puede actuar de la misma manera, normalmente evitando las consecuencias fenotípicas de los cambios genéticos, pero mostrando todos los cambios de una vez cuando el sistema HSP está sobrecargado, ya sea farmacológicamente o bajo condiciones ambientales estresantes.
Es probable que la mayoría de estas variaciones sean dañinas, pero algunas combinaciones inusuales pueden producir nuevos rasgos valiosos, estimulando el ritmo de la evolución. Las células cancerosas también tienen una capacidad extraordinaria para evolucionar. El laboratorio de Lindquist investiga los mecanismos evolutivos estrechamente relacionados que intervienen en la progresión de los tumores cancerosos y en la evolución de los hongos resistentes a los antibióticos.
Hizo también importantes progresos en nanotecnología, investigando fibras amiloides orgánicas capaces de autoorganizarse en estructuras más pequeñas que los materiales fabricados. Su grupo también desarrolló un modelo de levadura (en tubos de ensayo) para estudiar las transiciones de plegamiento de proteínas en enfermedades neurodegenerativas y para probar estrategias terapéuticas a través de pruebas de detección de alto rendimiento.

## Vida personal
Se casó con Edward Buckbee y tuvo 2 hijas. Murió de cáncer en Boston a los 67 años el 27 de octubre de 2016.

## Obras
- «Yeast reveal a "druggable" Rsp5/Nedd4 network that ameliorates α-synuclein toxicity in neurons». Science 342 (6161): 979-83. 2013. PMC 3993916. PMID 24158909. doi:10.1126/science.1245321.
- «Identification and rescue of α-synuclein toxicity in Parkinson patient-derived neurons». Science 342 (6161): 983-7. 2013. PMC 4022187. PMID 24158904. doi:10.1126/science.1245296.
- Jarosz, D. F.; Lindquist, S. (2010). «Hsp90 and Environmental Stress Transform the Adaptive Value of Natural Genetic Variation». Science 330 (6012): 1820-1824. PMC 3260023. PMID 21205668. doi:10.1126/science.1195487.
- Alberti, S.; Halfmann, R.; King, O.; Kapila, A.; Lindquist, S. (2009). «A Systematic Survey Identifies Prions and Illuminates Sequence Features of Prionogenic Proteins». Cell 137 (1): 146-158. PMC 2683788. PMID 19345193. doi:10.1016/j.cell.2009.02.044..
- Gitler, A. D.; Chesi, A.; Geddie, M. L.; Strathearn, K. E.; Hamamichi, S.; Hill, K. J.; Caldwell, K. A.; Caldwell, G. A. et al. (2009). «Α-Synuclein is part of a diverse and highly conserved interaction network that includes PARK9 and manganese toxicity». Nature Genetics 41 (3): 308-315. PMC 2683786. PMID 19182805. doi:10.1038/ng.300.
- Dai, C.; Whitesell, L.; Rogers, A. B.; Lindquist, S. (2007). «Heat Shock Factor 1 is a Powerful Multifaceted Modifier of Carcinogenesis». Cell 130 (6): 1005-1018. PMC 2586609. PMID 17889646. doi:10.1016/j.cell.2007.07.020.
- Cooper, A. A.; Gitler, A.; Cashikar, A.; Haynes, C.; Hill, K.; Bhullar, B.; Liu, K.; Xu, K. et al. (2006). «-Synuclein Blocks ER-Golgi Traffic and Rab1 Rescues Neuron Loss in Parkinson's Models». Science 313 (5785): 324-328. PMC 1983366. PMID 16794039. doi:10.1126/science.1129462.
- Cowen, L. E.; Lindquist, S. (2005). «Hsp90 Potentiates the Rapid Evolution of New Traits: Drug Resistance in Diverse Fungi». Science 309 (5744): 2185-2189. PMID 16195452. doi:10.1126/science.1118370.
- Krishnan, R.; Lindquist, S. L. (2005). «Structural insights into a yeast prion illuminate nucleation and strain diversity». Nature 435 (7043): 765-772. PMC 1405905. PMID 15944694. doi:10.1038/nature03679.
- Si, K.; Lindquist, S.; Kandel, E. (2003). «A neuronal isoform of the aplysia CPEB has prion-like properties». Cell 115 (7): 879-891. PMID 14697205. doi:10.1016/S0092-8674(03)01020-1.
- Queitsch, C.; Sangster, T. A.; Lindquist, S. (2002). «Hsp90 as a capacitor of phenotypic variation». Nature 417 (6889): 618-624. PMID 12050657. doi:10.1038/nature749.
- Serio, T.; Cashikar, A.; Kowal, A.; Sawicki, G.; Moslehi, J.; Serpell, L.; Arnsdorf, M.; Lindquist, S. (2000). «Nucleated conformational conversion and the replication of conformational information by a prion determinant». Science 289 (5483): 1317-1321. PMID 10958771. doi:10.1126/science.289.5483.1317.
- Patino, M. M.; Liu, J. -J.; Glover, J. R.; Lindquist, S. (1996). «Support for the Prion Hypothesis for Inheritance of a Phenotypic Trait in Yeast». Science 273 (5275): 622-626. PMID 8662547. doi:10.1126/science.273.5275.622.
- Lindquist, S. (1981). «Regulation of protein synthesis during heat shock». Nature 293 (5830): 311-314. PMID 6792546. doi:10.1038/293311a0.

## Premios
- Miembro de la Academia Estadounidense de las Artes y las Ciencias, 1996.
- Miembro de la Academia Nacional de Ciencias de Estados Unidos, 1997.
- American Academy of Microbiology, 1997.[26]
- Novartis/Drew Award in Biomedical Research, 2000.[14]
- Dickson Prize in Medicine, 2003.[27]
- Miembro de the American Philosophical Society, 2003.[28]
- Nombrada una de las 50 mujeres científicas más importantes por Discover Magazine, 2002.[29]
- Premio William Procter de Sigma Xi  for Scientific Achievement, 2006.[30]
- Miembro de Institute of Medicine of the National Academies, 2006.[30]
- Genetics Society of America Medal, 2008.
- Medalla Otto Warburg  por the German Society for Biochemistry and Molecular Biology, 2008.[31]
- FASEB Excellence in Science Award en 2009.[32]
- Medalla Max Delbrück , Berlín, Alemania, 2010.[33]
- Mendel Medal by The Genetics Society, Reino Unido, 2010.[34]
- National Medal of Science, 2010.[35]
- Made an Associate Member of the European Molecular Biology Organization, 2011.[36]
- E.B. Wilson Medal by The American Society for Cell Biology, 2012.[37]
- Vanderbilt University School of Medicine Vanderbilt Prize for Women's Excellence in Science and Mentorship, 2014.[38]
- Elegida Miembro extranjero de la Royal Society (ForMemRS), 2015.[39][40]
- Vallee Visiting Professorship, 2015.[41]
- El Albany Medical Center Prize in Medicine and Biomedical Research with F. Ulrich Hartl and Arthur Horwich, 2016.[42]
- Póstumamente recibió el Premio Rosenstiel. 2016.[43]